# Jean Baptiste Denis
Pour les articles homonymes, voir Denis.
Jean-Baptiste Denis est un médecin français, né vers 1635 et mort en 1704, connu principalement pour ses expériences de transfusion de sang animal à l'homme.

## Biographie
Né vers 1635, Jean-Baptiste Denis, ou Jean Denis, est élevé dans une famille modeste d'artisans ou de petits bourgeois parisiens. Il étudie au Collège des Grassins d'où il sort bachelier en théologie avant de se rendre à Montpellier pour y étudier la médecine. Il se marie en octobre 1666 et aurait obtenu son doctorat de médecine en 1667 bien que cela ne soit pas confirmé par les matricules de la faculté de Montpellier,,,.
Devenu docteur, il devient agrégé à la Chambre royal et nommé professeur de philosophie et de mathématiques à Paris. Il obtient vers 1668 son brevet de conseiller et médecin ordinaire de Louis XIV.
Chaque samedi à son domicile au quai des Grands Augustins, fréquenté par les amateurs de gazettes et de nouvelles, il donnait une conférence publique interactive de physique, mathématique et médecine, semblables à celles que Fontenay ou Rohault dispensaient depuis quelques années. Il traita ainsi de questions d'astronomie, d'anatomie et de physiologie humaine, mais aussi de curiosités.
Il noua des relations suivies avec l'abbé Bourdelot et Henry Justel qui l'initia aux travaux des anglais et le présenta à Henry Oldenburg.
Il est l’auteur du Discours sur les comètes (1665) et de Lettres (1667-1668), portant sur la transfusion sanguine.

## Transfusion de sang animal à l'homme
En 1667, Denis réussit à injecter environ 300 mL de sang d'agneau dans les veines d'un jeune homme de 15 ans affaibli par des saignées successives, réalisant la première transfusion de sang chez l'homme. L'amélioration de l'état clinique du patient fut, dit-on, spectaculaire et les résultats furent communiqués dans une lettre adressée à la Royal Society de Londres en vue de la publier dans le journal scientifique le plus réputé de l'époque. Deux médecins britanniques, Edmund King et Richard Lower, publieront à la même période des résultats analogues dans le même journal. Denis affirmait l'idée que la transfusion avait été conçue par un religieux bénédictin, Dom Robert des Gabets tandis que Richard Lower revendiquait le principe et la réalisation de la première expérience à partir de sang animal,,.
L'année suivante, le Dr Denis, alors médecin du roi Louis XIV, se rend au chevet d'un homme de 34 ans, Antoine Du Mauroy, atteint de bipolarité. Denis décide de réaliser à nouveau une transfusion de sang animal, cette fois-ci de bovin dont la placidité et la douceur devraient selon lui calmer les excitations du patient. Pour cela, il réalise d'abord une saignée à l'aide d'un tube d'argent puis branche l'autre extrémité du tube dans l'artère du veau et laisse couler le sang. L'opération est réalisée par Emmerets (ou Emmerez), un chirurgien. C'est la 4e transfusion réalisée par les deux médecins. Cette fois-ci le patient se sent faible et Denis interrompt l'opération. Il la continue 2 jours plus tard mais une fièvre apparaît accompagnée de vomissements. Après quelques jours de repos, le patient se sent mieux mais retombe malade un mois plus tard et refait appel au Dr Denis pour réaliser des transfusions mais il fit à nouveau un malaise et décéda la nuit suivante. L'épouse, furieuse, accuse alors le médecin de charlatanisme et le poursuit au tribunal. Elle s'allie au Dr de Lamartinière, médecin opposé à la transfusion de sang animal et donc à Denis. Ce dernier, lui, soupçonne l'épouse d'avoir empoisonné son mari avec de l'arsenic après avoir recueillis des confidences troublantes de la part du mari avant son décès. Le procès eu lieu en avril 1668, au Châtelet. Les juges tranchèrent en faveur du médecin qui fut innocenté de tous les faits et condamnèrent l'épouse pour avoir empoisonné son défunt mari. Toutefois, dans leur décision ils glissèrent l'interdiction de réaliser des transfusions sur l'homme sans validation de la Faculté de Paris, alors opposée aux pratiques du Dr Denis. Cette histoire mit donc un terme à la transfusion de sang animal à l'homme.

## Liqueur hémostatique
Denis marqua également l'histoire de la pharmacie en 1673 en expérimentant la fameuse liqueur antihémorragique, pourvue soi-disant d'un pouvoir hémostatique énergique, dont la composition reste encore un mystère. Il fit mention de ses essais dans sa 11e conférence à Mgr le Dauphin, dont la substance fut rapportée en anglais dans les Philosophical Transactions.
D'un emploi plus simple que les procédés précédemment utilisés, cette substance s'appliquait directement sur les plaies à l'aide de tampons imbibés ou bien per os avec de la tisane ou encore appliquée dans les narines par des mèches imbibées. Denis disait d'elle "son effet si prompt qu'en moins d'un quart d'heure on est assuré de son opération".
Denis ne donne pas la composition de cette essence dans ses écrits, mais certains prétendirent qu'elle était faite d'alun ou de vitriol. Objet de nombreuses contrefaçons, il écrivit "La mienne ne se trouve qu'en un seul endroit qui est sur le quai des Augustins, chez le sieur Quenet, libraire, à l'enseigne Espérance, auquel lieu on la donnera toujours gratuitement aux pauvres et aux autres, dans des bouteilles cachetées, afin que personne ne puisse à l'avenir abusé par de semblables imposteurs". Il divulga cependant son secret en Angleterre. En effet, après avoir fit part de ses résultats à M. Oldenbourg, secrétaire de la Royal Society et rédacteur des Philosophical Transactions, ce dernier ne manqua pas de demander qu'on lui envoie un peu de cette essence pour faire des essais. On peut ainsi lire le compte-rendu des expériences réalisées à Londres avec cette liqueur envoyée de France : 4 expériences furent faites par le Dr Walter Needham et par le sergent Wiseman, chirurgien, deux sur des chiens et deux autres sur des humains. Dans tous les cas, l'hémostase fut réalisée et les résultats furent si extraordinaires que Denis fut mandé à Londres par le roi Charles II pour réitérer quelques expériences en sa présence, ce qui fut fait le 20 juin 1673. Ce fut assez pour convaincre Charles II de son utilité et en commanda pour sa flotte royale. On put lire dans les Philosophical Transactions une lettre d'un chirurgien de la marine anglaise décrit le succès obtenu avec la liqueur dans le dernier engagement contre les Allemands. Dans sa 12e conférence à Mgr le Dauphin, datée de décembre 1673, Denis relate le succès obtenue avec cette liqueur également dans la marine française.
En France, certains médecins refusèrent tout de même d'utiliser la liqueur et interdirent même son usage à leurs patients, prétextant pour certains que les veines du nez communiquaient avec le foie et que, si l'on arrêtait le sang par ce moyen, le malade suffoquerait par le reflux qui s'en ferait.
L'histoire ne dit pas ce que devint cette liqueur hémostatique après la mort de Denis en 1704.

## Publications[6]
- Supplément du Journal des sçavans des années 1672, 1673 et 1674, contenant un recueil des mémoires et conférences sur les arts et les sciences présenté à Monseigneur le Dauphin pendant l'année 1672 (1729)
- Relation curieuse d'une fontaine découverte en Pologne... par Jean-Baptiste Denis,... Extrait d'une de ses conférences (1687)
- Recoeuil des memoires et conferences sur les arts & les scienses presentées à Monseigneur le Dauphin pendant l'année M. DC. LXXII (1682)
- Recoeuil des memoires et conferences sur les arts & les sciences presentées à Monseigneur le Dauphin pendant l'année M. DC. LXXII (1673)
- Recoeuil des mémoires et conférences sur les arts et les sciences, présentées à Monseigneur le Dauphin pendant l'année 1672 (1673)
- Discours sur l'astrologie judiciaire et sur les horoscopes, prononcé par J. Denis,... dans une des conférences publiques qui se font chez luy... (1669)
- Lettre écrite à Monsieur Sorbière,... par Jean Denis, touchant l'origine de la transfusion du sang et la manière de la pratiquer sur les hommes... (1668)
- Discours sur l'astrologie judiciaire et sur les horoscopes, prononcé par J. Denis,... dans une des conférences publiques qui se font chez luy... (1668)
- Lettre écrite à M. Oldenburg,... par Jean Denis,... touchant les différents qui sont arrivez à l'occasion de la transfusion du sang (1668)
- Copie d'une lettre escrite a monsieur de Montmor conseiller du Roy en ses conseils, & premier maistre des requestes (1667)
- Lettre escrite a monsieur de Montmor conseiller du Roy en ses conseils, & premier maistre des requestes (1667)
- Lettre escrite à M.***... touchant une folie invétérée qui a esté guérie depuis peu par la transfusion du sang (1660)
- Lettre écrite à M. Sorbière,... touchant l'origine de la transfusion du sang et de la manière de la pratiquer sur les hommes... (1660)
- Lettre escrite à M***, par J. Denis, touchant une folie invétérée qui a esté guérie depuis peu par la transfusion du sang. [12 janvier 1668.]
- "Recueil des memoires et conferences qui ont esté presentées à Monseigneur le Dauphin" avec Jean-Baptiste Denis (1640 -1704) comme Auteur du texte.